# Maria Gargani
Maria Gargani, en religion Mère Marie Crucifiée de l'Amour divin (23 décembre 1892 - 23 mai 1973), était une religieuse catholique italienne, fondatrice de la congrégation des Sœurs apôtres du Sacré-Cœur, destinée à l'évangélisation, à l'éducation et à la prise en charge de la jeunesse. Maria Gargani est connue pour être l'une des filles spirituelles de saint Padre Pio. Elle est vénérée comme bienheureuse par l'Église catholique.

## Biographie
Maria Gargani est issue d'une famille d'agriculteurs, composée de huit enfants. À la suite de ses sœurs, elle obtient son diplôme d’enseignante et deviendra institutrice à San Marco la Catola, près de Foggia. En parallèle, elle souhaite vivement entrer dans la vie religieuse et entre comme laïque dans le Tiers-Ordre franciscain où elle œuvre comme catéchiste. En août 1916 débute sa correspondance avec Padre Pio. Dès lors, celui-ci sera son directeur spirituel et ce jusqu'à sa mort. Leur première rencontre eut lieu en 1918 au monastère capucin de San Marco la Catola.
C'est avec les encouragements de Padre Pio que Maria Gargani se lance dans la fondation d'un institut religieux pour s'occuper de la jeunesse. La "Pieuse union des Sœurs apôtres du Cœur eucharistique de Jésus" sera approuvée le 11 février 1936 par l'évêque de Lucera. Le 18 avril 1945 elle fait alors sa profession religieuse sous le nom de sœur Marie crucifiée de l'Amour divin. Dès lors, elle guide ses compagnes, devenant leur supérieure, et organise des écoles de catéchisme, des garderies pour les plus jeunes, des loisirs pour les adolescents et des activités professionnelles pour les jeunes filles modestes.
C'est le 12 mars 1963 que l'institut sera définitivement approuvé par un décret du pape Jean XXIII. La jeune congrégation installe son siège à Naples, et d'autres communautés sont fondées dans les Pouilles, en Campanie, en Sicile, en Toscane et à Rome. Malgré ses nombreuses responsabilités et le succès de son œuvre, Mère Gargani accomplissait les tâches les plus modestes au couvent et près des jeunes, et sut être une grande conseillère spirituelle pour ses religieuses, comme en témoigne sa correspondance. Elle mourut le 23 mai 1973, âgée de 81 ans, dans la Maison mère de sa congrégation, à Naples.

## Vénération

### Béatification

#### Enquête sur les vertus
Le 7 juillet 2017 le pape François a autorisé la Congrégation pour les causes des saints à publier le décret reconnaissant les vertus héroïques de Maria Gargani, lui accordant ainsi le titre de vénérable, première étape avant la béatification.

#### Reconnaissance d'un miracle
Le 26 janvier 2018, le pape François reconnaît comme authentique à miracle attribué à l'intercession de Maria Gargani et signe le décret de béatification. Elle est proclamée bienheureuse au cours d'une cérémonie célébrée dans le 2 juin 2018 dans la Cathédrale Notre-Dame-de-l'Assomption de Naples par le cardinal Angelo Amato.

### Culte
La bienheureuse Maria Gargani est fêtée le 23 mai.
Le corps intact de Maria Gargani est exposé à la vénération des fidèles dans la chapelle de la Maison mère des Sœurs apôtres du Sacré-Cœur. Elle est située au numéro 12 de la via Nuova San Rocco di Capodimonte, à Naples.

## Sources
1. ↑  (it) « Gargani Maria », sur conventosantuariopadrepio.it (consulté le 10 avril 2023).
2. 1 2 3 4  NULL, « Italie : Maria Gargani, religieuse, "héroïque" - ZENIT - Francais », sur ZENIT - Francais, 11 juillet 2017 (consulté le 25 août 2020).
3. 1 2  « Beata Maria Crocifissa del Divino Amore (Maria Gargani) su santiebeati.it », sur Santiebeati.it (consulté le 25 août 2020).
4. ↑  (it) « SUOR MARIA GARGANI SARA' BEATA IL 2 GIUGNO NEL DUOMO DI NAPOLI - », sur primativvu.it, 15 mars 2018 (consulté le 25 août 2020).